# كلية القيادة والأركان للجيش الكندي

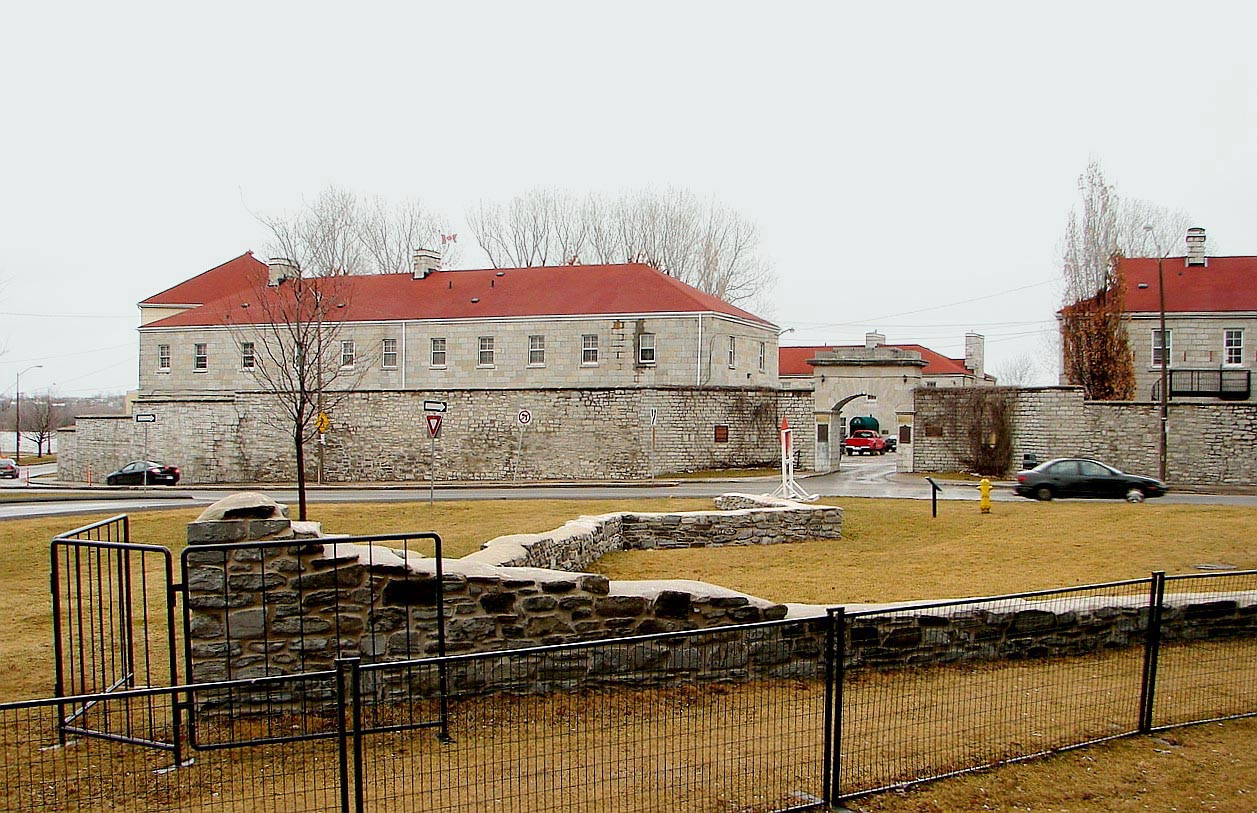
صورة توضح بقايا حصن فرونتناك (فورت فرونتناك) القديم مع حصن فرونتناك الجديد في الخلفية في فورت فرونتناك، في كينغستون، أونتاريو، كندا.

كلية القيادة والأركان للجيش الكندي (بالإنجليزية The Canadian Army Command and Staff College - CACSC) (بالفرنسية Collège de commandement et d’état‑major de l'Armée canadienne - CCEMAC)، التي كانت تُعرف سابقًا بكلية القيادة والأركان للقوات البرية الكندية، هي مدرسة لضباط القوات الكندية، متخصصة في دورات العمليات العسكرية والأركان. تقع في فورت فرونتناك، في كينغستون، أونتاريو، كندا.

## الدورات المقدمة
كلية القيادة والأركان للجيش الكندي مسؤولة عن تطوير قدرة ضباط الجيش على أداء وظائف القيادة والأركان في الحرب. يتم تقديم الدورات التالية في الكلية :
- دورة عمليات الجيش (AOC)
- دورة عمليات الجيش الاحتياطية الأولية (P Res AOC)
- برنامج التدريب والتعاون العسكري (MTCP) - منظمة حلف شمال الأطلسي (الناتو)
- دورة فريق قيادة الوحدة (UCTC)
- دورة قيادة فريق الاحتياط الأساسي (P Res UCTC)
- دورة مسؤول إدارة المعلومات (IMO)
- دورة الاستهداف التكتيكي المشترك (JTCC)
- دورة تقدير الأضرار الجانبية (CDEC)

## روابط خارجية
- الموقع الرسمي